# Gyulakutai református templom
A gyulakutai református templom műemlékké nyilvánított templom Romániában, Maros megyében. A romániai műemlékek jegyzékében az MS-II-m-A-15670 sorszámon szerepel.